# La spigolatrice di Sapri

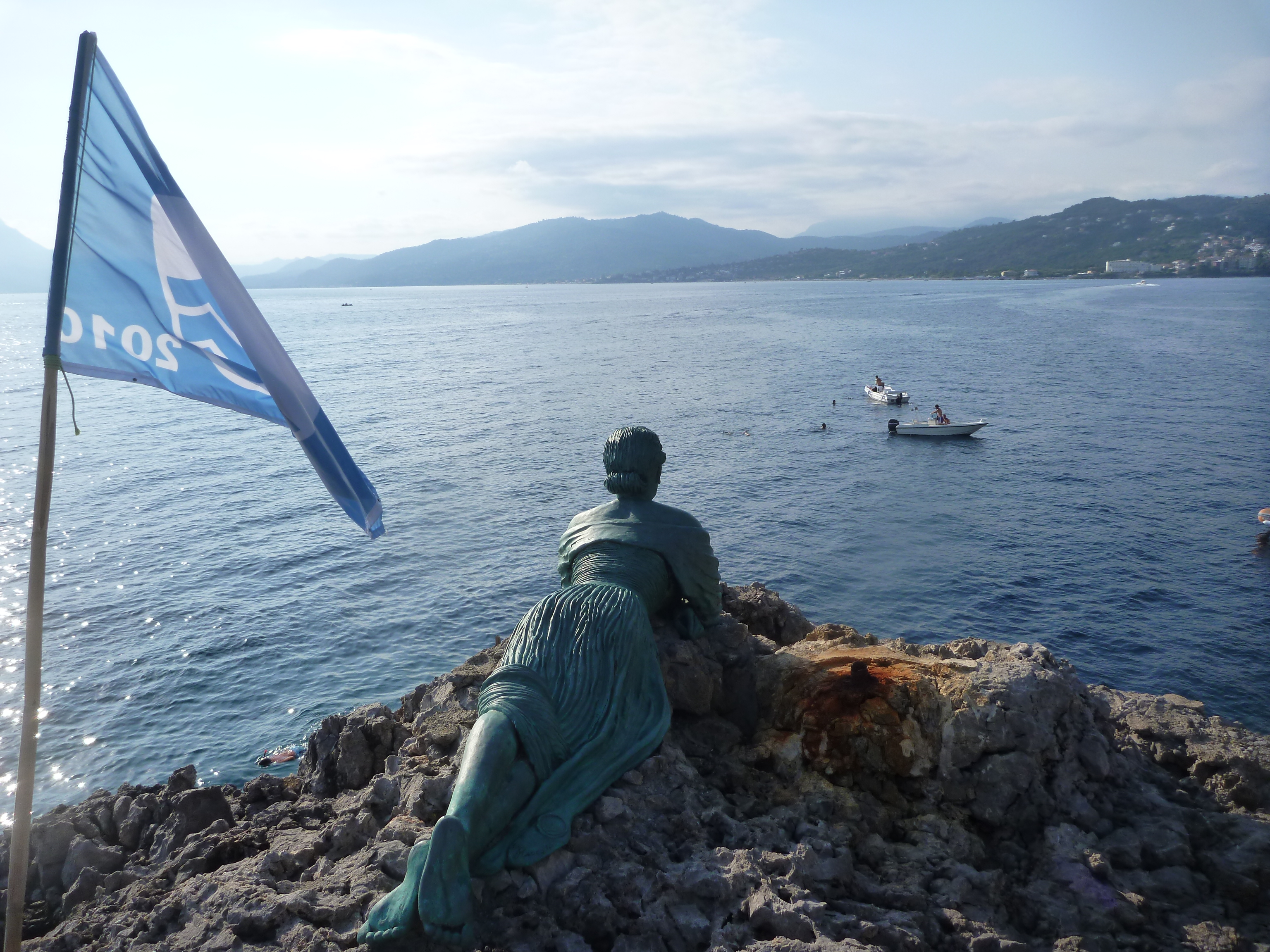
La spigolatrice di Sapri, statue en bronze sur une falaise à Sapri

La spigolatrice di Sapri (littéralement : La Glaneuse de Sapri) est un célèbre poème composé par Luigi Mercantini. La renommée de l'auteur est inextricablement liée à ce poème ainsi qu'à l'Inno di Garibaldi (Hymne de Garibaldi).

## Le poème
Composé à la fin de 1857, le poème raconte l'expédition malheureuse de Carlo Pisacane au royaume des Deux-Siciles. Le poète adopte le point de vue d'une glaneuse qui se joint à Pisacane et en tombe amoureuse. Aux côtés des trois cents patriotes, elle assiste impuissante à leur massacre par les troupes des Bourbons. L'œuvre est toujours considérée comme l'un des meilleurs exemples de la poésie du Risorgimento patriotique.
Le refrain est particulièrement connu :
« Eran trecento, eran giovani e forti, e sono morti! »
— Luigi Mercantini, La spigolatrice di Sapri

« Ils étaient trois cents, ils étaient jeunes et forts, et ils sont morts »

.

## Composition du poème
Les cinq strophes de couplets rimés sont introduits et conclus par le refrain universellement connu. Les vers en hendécasyllabes et le schéma quinaire soulignent la cadence épique et funèbre

## Postérité
Le poème est la source d'inspiration du film Eran trecento..., écrit et réalisé par Gian Paolo Callegari et sorti en 1952.

## Sources
- (it) « La spigolatrice di Sapri » sur treccani.it, site de L'Istituto dell'Enciclopedia Italiana